# Irán Castillo
Irán Castillo Pinzón  (Veracruz, Mexikó, 1977. január 4. –) mexikói színésznő, énekesnő.

## Élete és pályafutása
1977. január 4-én született Veracruzban. 1998-ban főszerepet kapott a Preciosa című telenovellában. Ugyanebben az évben a Soñadorasban Ana szerepét játszotta. 2000-ben Barátok és szerelmek című sorozatban Adriana Nieto helyébe lépett, akit kidobtak a sorozatból. 2011-ben született meg gyermeke, Irka Castillo.

## Filmográfia

### Telenovellák
| Év   | Cím                                         | Szerep                               | Megjegyzés     | Magyar hang     |
| ---- | ------------------------------------------- | ------------------------------------ | -------------- | --------------- |
| 1989 | Ángeles blancos                             | Biela                                |                |                 |
| 1993 | Entre la vida y la muerte                   | Anita                                |                |                 |
| 1994 | Agujetas de color de rosa                   | Cecilia                              |                |                 |
| 1995 | Retrato de familia                          | Christina                            |                |                 |
| 1996 | Confidente de Secundaria                    | Jackie                               |                |                 |
| 1998 | Preciosa                                    | Preciosa San Roman Ruíz              | Főszereplő     |                 |
| 1998 | Soñadoras – Szerelmes álmodozók (Soñadoras) | Ana Linares                          |                | Vadász Bea      |
| 2000 | Barátok és szerelmek (Locura de amor)       | Natalia Sandoval                     | Főszereplő     | Zsigmond Tamara |
| 2001 | El derecho de nacer                         | Isabel Cristina Armenteros del Junco |                |                 |
| 2001 | Aventuras en el tiempo                      | Azucena                              | Vendégszereplő |                 |
| 2002 | Clase 406                                   | Magdalena Rivera                     |                |                 |
| 2003 | Amar otra vez                               | Rocío                                | Főszereplő     |                 |
| 2005 | Alborada                                    | Catalina Escobar                     |                |                 |
| 2006 | Mundo de Fieras                             | Cecilia                              | Vendégszereplő |                 |
| 2013 | Los secretos de Lucía                       | Lucía Reina                          | Főszereplő     |                 |
| 2015 | Que te perdone Dios                         | Renata Flores del Ángel (fiatal)     | Vendégszereplő |                 |
| 2016 | Por siempre Joan Sebastián                  | Celina Esparza                       | Mellékszereplő |                 |
| 2017 | El bienamado                                | Santina Samperio                     | Mellékszereplő |                 |

### Filmek
| Év   | Cím                                                | Szerep         | Megjegyzés                         |
| ---- | -------------------------------------------------- | -------------- | ---------------------------------- |
| 1998 | "¡Que vivan los muertos!"                          |                |                                    |
| 1999 | La segunda noche                                   | Rosalía        |                                    |
| 1999 | Toy Story 2                                        | Jessie         |                                    |
| 2002 | El Tigre de Santa Julia                            | Gloria Galícia | Nominated— MTV Movie Awards Mexico |
| 2006 | Efectos secundarios                                | Gabriela       |                                    |
| 2006 | Amor Xtremo                                        | Melissa        |                                    |
| 2007 | Chiles Xalapeños                                   | Sarita         |                                    |
| 2008 | Victorio                                           | Gabriela       |                                    |
| 2008 | El secuestro                                       | Diana          |                                    |
| 2009 | Viernes de Ánimas: El camino de las flores         | Fantasma       |                                    |
| 2009 | Cabeza de Buda                                     | Angélica       |                                    |
| 2009 | Verde                                              | Andrea         |                                    |
| 2009 | Sabel Redemption                                   | Isha (voice)   |                                    |
| 2009 | Bittersweet Sin-phony                              | Sophia         |                                    |
| 2010 | Tinker Bell and the Great Fairy Rescue             |                |                                    |
| 2010 | Toy Story 3                                        | Jessie         |                                    |
| 2010 | 31 Días                                            | Eva            |                                    |
| 2010 | Contraluz: Fotografía un momento que no puedes ver | Ximena         |                                    |
| 2010 | Morgana                                            | Daniela        |                                    |

## Diszkográfia
- Tiempos Nuevos (1997)
- Tatuada en tus besos (1999)